# Кожахмет-султан (Младший жуз)
Кожахмет-султан — (каз:Қожахмет-Сұлтан) Сын Абулхаир-хана от Бопай Ханым, казахский султан Младшего жуза. 
Родился в 1722, сам он умер рано в 27 лет. Детей и наследников у него не было. Как пишет Радик Темиргалиев, Абулхаир-хан пытался поставить Кожахмета ханом во главе Башкир.
С 1738 по июнь 1748 года он находился в качестве аманата в Оренбурге. После возвращения в Степь, около года прожил вместе с матерью и старшим братом Нуралы-ханом в их кочевьях. В 1749 году, Нуралы-хан, Бопай ханым, Кожахмет, Ералы и Айчувак отправили письмо оренбургскому губернаторо И. Неплюеву  с просьбой постройки гробницы для Абулхайр-хана. Однако, в конце 1749 года он скончался от болезни.